# يهوذا بن شالوم

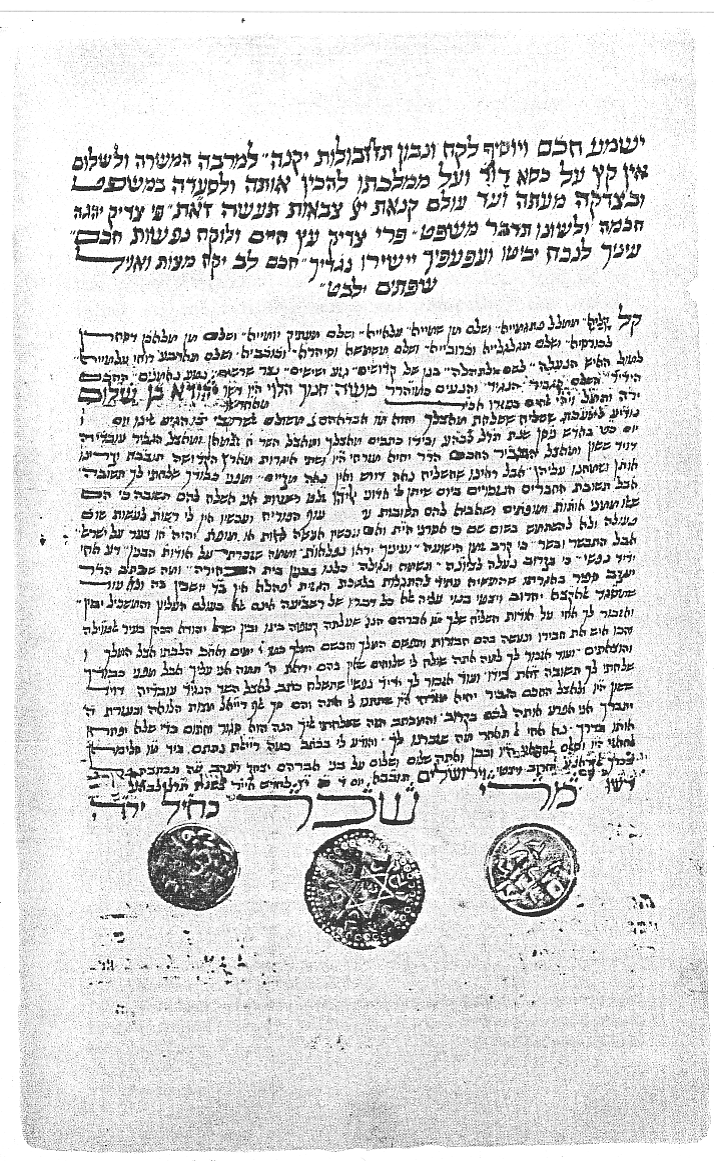
رسالة الموري شُكْر كُحَيْل الثاني (يهوذا بن شالوم)، نشرها ديفيد ساسون عام 1907 في Jewish Quarterly Review، المجلد 19، ص 163.

يهوذا بن شالوم (توفي عام 1878) (بالعِبرية: יהודה בן שלום) ويُعرف أيضاً باسم الموري (مصطلح مستعمل بين يهود اليمن بمعنى المعلم)، الموري شُكِر كُحَيْل الثاني (بالعبرية: מרי שכר כחיל)، كان مسيانياً (مدعي نبوة) من يهود اليمن، ظهرت دعوته في منتصف القرن التاسع عشر ووصلت حتى مصر والهند والفلسطين.

## دعوة شُكِر كُحَيل الثاني
يهوذا بن شالوم كان في الأصل إما خزافاً أو إسكافياً من صنعاء، اليمن، ومن الواضح أنه كان ممارساً بارعاً لفن القبالة اليهودية. أعلن ليهود اليمن في شهر مارس 1868م أنه في واقع الأمر نفسه مدعي النبوة المعروف باسم شكِر كُحَيْل الأول، الذي قتله العرب وقطعوا رأسه قبل ثلاث سنوات، وأن النبي إيليا قد أحياه. ولا يتضح كيف تمكن يهوذا بن شالوم من محو ماضيه وانتحال هوية هذا المتوفى. وكان يلف وشاحاً حول عنقه زاعماً أنه يخفي أثر رأسه المركب على عنقه بعد أن قطعه الإمام في حياته السابقة.
واصل شكِر كُحيل الجديد (أو بالأحرى المتجدد!) الدعوة برسالة التوبة (بالإنجليزية: message of repentance) المألوفة لدى يهود اليمن من قِبل مدعي نبوة سابقين، وكذلك من التقاليد الدينية المحلية. فأعلن لليهود أنه المسيح المرسل لتخليصهم، بينما أعلن للعرب أنه مسلم أرسل ليمهد قدوم المهدي المنتظر. ويبدو أن دعوته لم تتضمن معجزات، وهو يتناول هذا الفشل الواضح في بعض رسائله؛ ويبرر ذلك بشكل أساسي بأن الله لم يسمح له بعد باجتراح المعجزات، وأن إذن الله قادم حينما يتحد اليهود خلف مسيحهم في النهاية.
كان شكر كحيل الأول في الأساس واعظاً متجولاً، أما يهوذا بن شالوم الذي انتحل شخصيته فقد طور هيكلاً تنظيمياً مهماً ربما ضم مئات الأفراد الفاعلين. وكان له مقر بدأ في قرية تَنْعِم (شمال شرق صنعاء) ثم في الطويلة ثم القَرَني وعاد ثانية إلى تنعم، ومنها كان ينسق مراسلات واسعة النطاق مع القادة اليهود في المجتمعات الأخرى في اليمن وعدن والإسكندرية وبومباي وكلكتا والقدس وصَفَد وكان هدف مراسلاته الأساسي جمع الأموال. ومن هذه المراسلات لدينا أكبر مصدر للمعلومات حول أنشطة يهوذا بن شالوم حينها. وهو يختلف عن شكر بن كحيل الأول في زهده، حيث اتبع شكر الأول خلال مسيرته المسيانية القصيرة حياة زاهدة من العزلة والفقر، أما شكر كحيل الثاني (يهوذا بن شالوم) فكان له مظهر رجل محتال يتلاعب بالناس والمجتمع بأكمله لمصلحته الخاصة.

## جمع الأموال
وبصرف النظر عن مواعظه (مثل سلفه، شكر كحيل الأول، وغيرهما من مدعي النبوة اليمنيين)، تتميزت مراسلات يهوذا بن شالوم بتشجيعها على دفع ضريبة عشور (المعاشر)، وهي جزء يسير من المال يدفعه اليهود وبالأخص الميسورين منهم لمنظمته، حتى من الفقراء. وقدم دوافع وتبريرات مختلفة للعشور في مراسلاته - منها الخلاص من "آلام المسيح" - ويبدو أن هذه الالتماسات في جميع التقارير كانت ناجحة كثيرًا. وفي إحدى التقارير أن يهود عدن دفعوا له خزانة كنيسهم كاملة، وفي تقرير آخر أنه طالب التاجر اليهودي داؤود يوسف عزرا صاحب كلكتا أن يدفع عشر ثروته التي قيل أنها بلغت 50 مليون فرانصي. ثم اجتذب أتباعاً كثراً من يهود اليمن (وكذلك العديد من العرب)، الذين ظلوا يساهمون بمبالغ كبيرة من المال. وتضاربت التقارير في مصير هذه الأموال بين صرفها على الفقراء أو حراسته الشخصية وزعماء القبائل أو الإنفاق على مبعوثيه إلى يهود الخارج أو تبذيرها على حياة كحيل المترفة.
لم يسلم شكر كحيل الثاني من النقد، حتى داخل اليمن. لقد عارضه الأفراد الذين عرفوا شكر كحيل الأول شخصياً، والذين اعتبروا أسلوب حياة شكر كحيل الثاني الباذخة مناقضة لزهد الشخص الذي عرفوه. يقتبس الباحث Lenowitz بعض المراسلات التي تعبر عن هذا الاستياء. أما أشد خصوم كحيل الثاني فقد كان هو الرحالة الحاخام يعقوب سفير من القدس، وتسبب في إنهاء مسيرة هذا المدعي.

## أسباب نجاحه
تتنوع أسباب النجاح الكاسح للحركات المسيانية في اليمن في العصور الحديثة كأواخر القرن التاسع عشر، على الرغم من أنه في ضوء النشاط المسياني الأحدث كما في حركة حباد الحسيدية لم يعد تفسيرها غامضاً. وبالنسبة لباحث متأثر بعلوم اليهودية مثل Sassoon، فإن التفسير الوحيد المعقول هو ضحالة الثقافة اليمنية. يقول ساسون:
وفي حين يتمتع الباحث ساسون بأفضلية القرب من الأحداث، حيث عاش تقريباً بالتزامن مع الحركة المسيانية التي يصفها، يمكن للمرء أن يشكك في حيادية بعض هذه الملاحظات، خاصة أنها تختلف عن تقارير يعقوب سفير. يبدو أن اليهود اليمنيين قد أظهروا استعداداً لقبول الدعاوى المسيانية، بما في ذلك حسابات الخلاص، ورؤى نهاية العالم، والقبائل المفقودة، وما إلى ذلك،  ولكن هذا وحده لا يفسر قابليتهم لتصديق الدعاوى المسيانية.
وثمة العنصر الإضافي استغله مدعو النبوة اليمنيين في من ميزتين فريدتين لليهودية اليمنية. أولاً، أن الثقافة اليهودية اليمنية أولت أهمية كبيرة للتوبة الفردية والجماعية (إلى جانب العواقب الوخيمة للتوبة غير الكافية)، وقد استفاد مدعو النبوة من ذلك من خلال دمج مواعظ التقوى والعاطفة والدعوة للتوبة الجماعية في مواجهة المخاطر الوشيكة. ونتيجة للتقوى المفرطة في رسائل مدعي النبوة، وجد زعماء الطوائف صعوبة بالغة في رفضهم. ثانيًا، إن التقليد السائد بين اليهود اليمنيين المتمثل في حفظ كتاب التناخ بأكمله جعل من السهل على فرد واسع المعرفة مثل كحيل الثاني أن يبدو "مسياني" قوي من خلال التفنن في توظيف آيات من أسفار الأنبياء وأسفار الكتابات في كتاباته (وبلا شك في خطاباته). سيتعرف قراءه اليمنيون على الفور على هذه الآيات وأصولها النبوية، والتي أعطت بلا شك سلطة هائلة لرسالة المدعي، وصعبت رفضها أكثر.
وبشكل عام يبدو أن استفحال النشاط المسياني في اليمن كان نتيجة ضعف القيادة اليهودية في مواجهة وضع سياسي متردٍ وفوضوي داخل مجتمع معزول عن بقية الثقافة اليهودية، وهي ظروف لم تختلف كثيراً عن تلك التي دفعت موسى بن ميمون إلى كتابة رسالته الشهيرة الرسالة اليمنية) في القرن الثاني عشر، والتي أعرب فيها عن قلقه بشأن الاستجابة المتراخية للقيادة اليمنية لمسيح زائف مجهول في تلك الفترة السابقة. وفيما يتعلق بالمرحلة الحديثة، فإن الباحث Lenowitz يراها حلقة في سلسلة تاريخ النشاط المسياني اليمني على النحو التالي:

## نهاية شكر كحيل الثاني
كتب يعقوب سفير رسالة في أغسطس من عام 1869 بعنون Igeret Taiman (متعمداً استعارة عنوان رسالة موسى بن ميمون المذكورة آنفاً)، وقصد يعقوب سفير بذلك دحض ادعاءات يهوذا بن شالوم المسيانية، ووقعها حاخامات القدس، ثم جرى استنساخها وتوزيعها في اليمن، وهي التي أدت إلى تدهور مكانة الكحيل بين قادة المجتمع الذي كان مصيره المالي بيدهم. ومع تضاؤل الدخل، اضطر الكحيل إلى اقتراض أموال من العرب الأثرياء، وأودع السجن في النهاية؛ ومن الواضح أنه عجز عن سداد هذه القروض. ثم أُطلق سراحه بعد مرور بعض الوقت، ولم يتمكن من استعادة شهرته السابقة.
وأخيراً كانت نهاية حركته عام 1872 باحتلال العثمانيين لصنعاء ومساحات شاسعة من مرتفعات اليمن. ومع ذلك استمر الكحيل في دعوته في قرية التنعيم التي لم يصلها العثمانيون، وذكر الحاخام حاييم فاينستاين الذي زار اليمن عام 1873 أنه وجده يجمع العشور، والأرجح أنه ظل في تنعم حتى عام 1875 حين قبض عليه العثمانيون وأرسلوه إلى إسطنبول، وخرج من سجنها بعد وساطات من اليهود هناك وسمح له بالعودة إلى اليمن، فعاد إلى صنعاء معزولاً منبوذاً ومات فقيراً في عام 1877 أو 1878. وقد نُسيت قصة شكر الكحيل من الذاكرة الشعبية اليمنية، سوى من صفة "الكحيل" التي تطلقها الجدات على الطفل المتلاعب أو المحتال، ربما صدى لهذه الشخصية[بحاجة لمصدر].